# Constantin Prezan
Constantin Prezan (27 de enero de 1861 Butimanu, Distrito de Dâmbovița - 27 de agosto de 1943) fue un general rumano durante la Primera Guerra Mundial y más tarde mariscal de Rumanía.

## Biografía
Nació en el pueblo de Sterianul de Mijloc, comuna de Butimanu, distrito de Dâmbovița. Se graduó en la escuela de oficiales de infantería y caballería de Bucarest y en la "École spéciale militaire de Saint-Cyr".  Ascendió a segundo teniente en 1880 y a capitán en 1887. Era especialista en ingeniería militar. 

## Campañas militares
El general Prezan comandó el 4.º Cuerpo de Ejército en 1915-1916, y después asumió como jefe, el cuarto ejército rumano durante la Campaña de Rumania en 1916. También dirigió las "Fuerzas Armadas de Rumania" cuando retrocedían a la parte nororiental de Rumanía (Moldavia), y posteriormente en la Batalla de Bucarest (noviembre de 1916).  En julio y agosto de 1917, Prezan, quién era en aquel entonces Jefe del Estado Mayor (asistido por el entonces teniente coronel Ion Antonescu) detuvo con éxito la invasión alemana dirigida por el mariscal August von Mackensen. Continuó en su cargo hasta 1920. Durante la campaña de 1916,  Prezan fue condecorado con la Orden Mihai Viteazu, tercera clase por acciones de mérito, valor, y devoción.  En el verano de 1917, cuándo comandaba el cuarto ejército, Prezan fue honrado con la Orden Mihai Viteazu, Segunda Clase.
Durante la Guerra rumana-húngara (noviembre de 1918- marzo de 1920), Prezan dirigió las Fuerzas Armadas de Rumania en las batallas de Besarabia, Bucovina, y Transilvania. Fernando I de Rumania le otorgó por su servicio excepcional la Orden Mihai Viteazu, Primera Clase. Prezan fue ascendido a mariscal de Rumanía en 1930.

## Controversia
Documentos encontrados en los archivos militares han demostrado las intenciones de Prezan de crear el estado nacional de Rumania.

## Homenaje
Un importante bulevar en Bucarest le fue dedicado después de su muerte.

## Procedencia
- Esta obra contiene una traducción  derivada de «Constantin Prezan» de Wikipedia en inglés, publicada por sus editores bajo la Licencia de documentación libre de GNU y la Licencia Creative Commons Atribución-CompartirIgual 4.0 Internacional.

- Datos: Q868851
- Multimedia: Constantin Prezan / Q868851